# Amor gitano (singolo)
Amor gitano è un singolo della cantante statunitense Beyoncé e del cantante messicano Alejandro Fernández, pubblicato il 12 febbraio 2007 come primo estratto dal dodicesimo album in studio di Fernández Viento a favor e dal secondo EP di Beyoncé Irreemplazable.

## Descrizione
Scritto dalla stessa Beyoncé con la collaborazione di Jaime Flores e Reyli Barba, il brano è stato utilizzato come sigla musicale della telenovella latina Zorro. La spada e la rosa.
Il singolo è stato lanciato in molte zone con prevalenza demografica latina, come il Messico, ad esclusione degli Stati Uniti. In Messico ha raggiunto il 38º posto della Classifica Ufficiale dei Singoli, e il 5º posto nella Classifica delle Vendite Digitali alla fine di aprile 2007. In Spagna ha guadagnato la certificazione oro (10,000 copie vendute).

## Successo commerciale
Il singolo è stato indirizzato per il mercato spagnolo, dove ha raggiunto la prima posizione della classifica di vendita degli album, divenendo il brano più venduto nel Paese con oltre 480000 copie vendute sino al 2017.

## Classifiche

### Classifiche settimanali
| Classifica (2007) | Posizione massima |
| ----------------- | ----------------- |
| Spagna            | 1                 |

### Classifiche fine anno
| Classifica (2007) | Posizione massima |
| ----------------- | ----------------- |
| Spagna            | 1                 |